# كيرفيلو
بلدية سيربيلو (بالكاتالانية: Cervelló) هي إحدى بلديات مقاطعة برشلونة، والتي تقع في منطقة كاتالونيا، شرق إسبانيا.
يبلغ عدد سكانها 7.944 نسمة وفقاً لإحصائية سنة (2007).